# Onthophagus mindanaensis
Onthophagus mindanaensis là một loài bọ cánh cứng trong họ Bọ hung (Scarabaeidae).